# 赫伯 (加利福尼亞州)
赫伯（英語：Heber）是位於美國加利福尼亞州因皮里爾縣的一個人口普查指定地區。

## 地理
赫伯的座標為32°43′51″N 115°31′47″W / 32.73083°N 115.52972°W，而該地最高點為海拔高度-3米（即-10英尺）。

## 人口
根據2010年美國人口普查的數據，赫伯的面積為1.765平方千米，當中陸地面積為3.847平方千米，而水域面積為3.847平方千米。當地共有人口4275人，而人口密度為每平方千米2,422人。